# Bazylika Santa Maria in Cosmedin
Bazylika Matki Bożej in Cosmedin (wł. Basilica di Santa Maria in Cosmedin) – katolicki kościół tytularny w Rzymie, używany przez melchitów.
Świątynia ta jest kościołem rektoralnym parafii św. Pryski oraz kościołem tytularnym, mającym również rangę bazyliki mniejszej.

## Lokalizacja
Bazylika znajduje się w XII Rione Rzymu – Ripa przy Piazza Bocca della Verità 18. Kościół ten zbudowano na terenie starożytnego Forum Boarium.

## Nazwa
W VIII wieku w odniesieniu do tego kościoła używane było określenie Kosmidion, z czasem zastąpione przez pochodzące od niego Cosmedin. Pochodzenie tego określenia jest niejasne – może wiązać się z:
- greckim wyrazem oznaczającym coś pięknego, co miałoby się odnosić do bogatej dekoracji wnętrza kościoła
- klasztorem Kosmidion w Konstantynopolu (który był poświęcony świętym Kosmie i Damianowi)[2].

## Historia
W czasach starożytnych na tym terenie rozciągało się Forum Boarium. Kościół miał zostać jakoby wzniesiony w miejscu, na którym dawniej stał ołtarz Herkulesa. Podczas wznoszenia bazyliki wykorzystano elementy wcześniejszej budowli stojącej tutaj. Nie wiadomo dokładnie, kiedy powstał ten kościół. Według tradycji stać się to miało w VI wieku za pontyfikatu papieża Grzegorza Wielkiego, chociaż być może powstał już wcześniej jako część diakonii, będącej instytucją pomagającą potrzebującym. Kościół został przebudowany przez papieża Hadriana I w 782 roku i przekazany greckim mnichom z Konstantynopola wygnanych stamtąd przez prześladowania ze strony ikonoklastów. Kościół był znany jako Santa Maria in Schola Graeca i służył licznej kolonii greckiej osiadłej w Rzymie. Świątynia ucierpiała w 847 roku podczas trzęsienia ziemi. Jej restaurację zlecił papież Mikołaj I Wielki. Ponownie zniszczenia dotknęły bazylikę podczas najazdu Normanów w 1084 roku. Kolejną renowację zlecił Kalikst III w 1123 roku. Została wówczas wzniesiona dzwonnica. Około 1300 roku przeprowadzono kolejną renowację, która zaowocowała przebudową fasady. W średniowieczu kościół zaczął pełnić funkcję kościoła parafialnego. 
W 1718 roku została przeprowadzona gruntowna renowacja przez Giuseppe Sardi, wnętrze zyskało wówczas barokowe dekoracje oraz powstała nowa barokowa fasada. Obecna wygląd fasady jest wynikiem renowacji autorstwa Giovanniego Battisty Giovanale zakończonej w 1899 roku, usunięto wówczas również barokowe detale z wnętrza kościoła.
Parafia została zlikwidowana w 1936 roku, a następnie kościół przeszedł na użytek społeczności katolickich melchitów. W 1964 roku przeprowadzono renowację fasady i dzwonnicy.

## Architektura i sztuka
Kościół ma układ bazylikowy, z nawą główną i dwiema nawami bocznymi. Na końcach wszystkich trzech naw są apsydy wewnętrzne. Wzdłuż lewej nawy znajdują się trzy zewnętrzne kaplice. 
Ceglana dzwonnica ma 34,2 metra wysokości, została ona podzielona na dziewięć kondygnacji. W najniższej kondygnacji znajduje się przejście z  kościoła do zakrystii. Druga kondygnacja ma gładką, nie zdobioną pełną ścianę. Kondygnacje trzecia i czwarta mają po dwa otwory na każdej powierzchni, przy czym na trzeciej kondygnacji są one zaślepione. Piąta kondygnacja ma z kolei po trzy otwory na każdej stronie. Na pozostałych górnych kondygnacjach z każdej strony znajduje się triforium z białymi marmurowymi kolumnami. Kondygnacje oddzielone są od siebie gzymsami.
Obecny wygląd fasady bazyliki jest efektem XIX-wiecznej renowacji. Znajduje się tu arkada o siedmiu łukach, ze środkowym z nich łączy się prothyron wsparty na czterech kolumnach jońskich. Pomiędzy łukami umieszczono pilastry dochodzące aż do linii dachu. Nad każdym z sześciu łuków bocznych umieszczono po jednym oknie z transennami. W ścianie nawy nad narteksem znajdują się kolejne trzy okna.
W lewym końcu narteksu znajdują się słynne Usta Prawdy – starożytny marmurowy medalion z rzeźbioną twarzą brodatego mężczyzny z otworem w miejscu ust. Pierwotne przeznaczenie tej płyty jest nieznane. 
Kościół ma trzy nawy. Nawa główna jest oddzielona od naw bocznych przez arkady zawierające po 9 kolumn z każdej strony. Kolumny te nie stanowią jednolitego kompletu i mają różne kapitele (są to tzw. spolia). W górnej części ścian bocznych nawy głównej znajdują się niewielkie okna. Również w górnej części bazyliki można zobaczyć pozostałości fresków.
W ściany kościoła wmurowane są starożytne kolumny, będące pozostałościami dawniejszej budowli stojącej na tym miejscu, dwie z tych kolumn są przy wejściu. Po obu stronach wejścia znajdują się duże czarne granitowe kamienie, będące starożytnymi wzorcami wagowymi. Podłoga bazyliki zdobiona jest cosmatesco. 
Schola cantorum
W środku nawy głównej znajduje się wydzielone miejsce przeznaczone dla śpiewaków liturgicznych, tzw. schola cantorum. Poziom podłogi tego obszaru jest o jeden stopień wyższy niż pozostałej części nawy, ponadto sama podłoga ma bardziej skomplikowane zdobienie. Obramowanie scholi składa się z marmurowych płyt ustawionych pionowo, para płyt po obu stronach wejścia od strony ołtarza jest zdobiona podobnie jak cosmatesco, przy czym jest to dzieło z VIII wieku, a więc starsze niż czasy działania Cosmatich. Od strony ołtarza schola ma przegrodę, składającą się z poziomej marmurowej belki biegnącej przez szerokość nawy wspartej na wąskich kolumnach. W rogu scholi znajduje się wejście do krypty, a po jej prawej stronie świecznik na świecę paschalną. U jego podstawy leży rzeźbiony lew, a skręcony trzon ma dekorację cosmatesco. 
Apsyda
Nad ołtarzem głównym umieszczono baldachim z dekoracją cosmatesco, który jest sygnowany Deodatus me fecit i datowany na 1294 rok. Ma on cztery kolumny z czerwonego granitu. Sam ołtarz zrobiono ze starożytnego granitowego zbiornika w kształcie wanny. Napis dedykacyjny ołtarza brzmi: Anno D. MCXXIII Ind. I. dedicatum fuit hoc altare per manus Dni. Calixti Papae Secundi V sui pontif. Anno M Maio die VI, Alfano Camerarius plurima dona largiente.
W centralnej części apsydy znajduje się para okien z transennami. Pod tymi oknami stoi XII-wieczne krzesło biskupie wykonane z marmuru. Jego podłokietniki zostały wrzeźbione w kształcie lwów, natomiast w górnej części oparcia umieszczono kółko cosmatesco z porfirowym dyskiem. Ściany apsydy zdobią XIX-wieczne freski w stylu średniowiecznym, przedstawiają one Zwiastowanie, Narodzenie Pańskie i Objawienie Pańskie, a natomiast koncha zawiera wizerunek Matki Bożej z Dzieciątkiem w otoczeniu świętych Augustyna, Feliksa, Dionizego i Mikołaja.
Kaplice boczne
Pierwsza kaplica po lewej stronie została wyposażona przez kardynała Annibale Albani w 1727 roku. Znajduje się w niej chrzcielnica.
Druga kaplica po lewej dedykowana jest św. Janowi Chrzcicielowi de Rossi. Obraz w ołtarzu przedstawia patrona kaplicy z biedakami. W relikwiarzu na ołtarzu znajduje się rzekoma czaszka św. Walentego.
Trzecia boczna kaplica z lewej strony poświęcona jest Ukrzyżowaniu, jej wyposażenie dostarczył Giovanale.
Kaplica w apsydzie zamykającej lewą nawę poświęcona jest Matce Bożej z Loreto. Znajduje się w niej para wąskich okien z transennami. XIX-wieczne freski przedstawiają Narodziny Maryi po lewej stronie i Zaśnięcie Maryi po prawej. Koncha apsydy zawiera wizerunek Matki Bożej z Dzieciątkiem.
Kaplica w apsyda na końcu prawej nawy została dedykowana św. Janowi Chrzcicielowi. Freski zdobiące tę kaplicę przedstawiają sceny z jego życia.

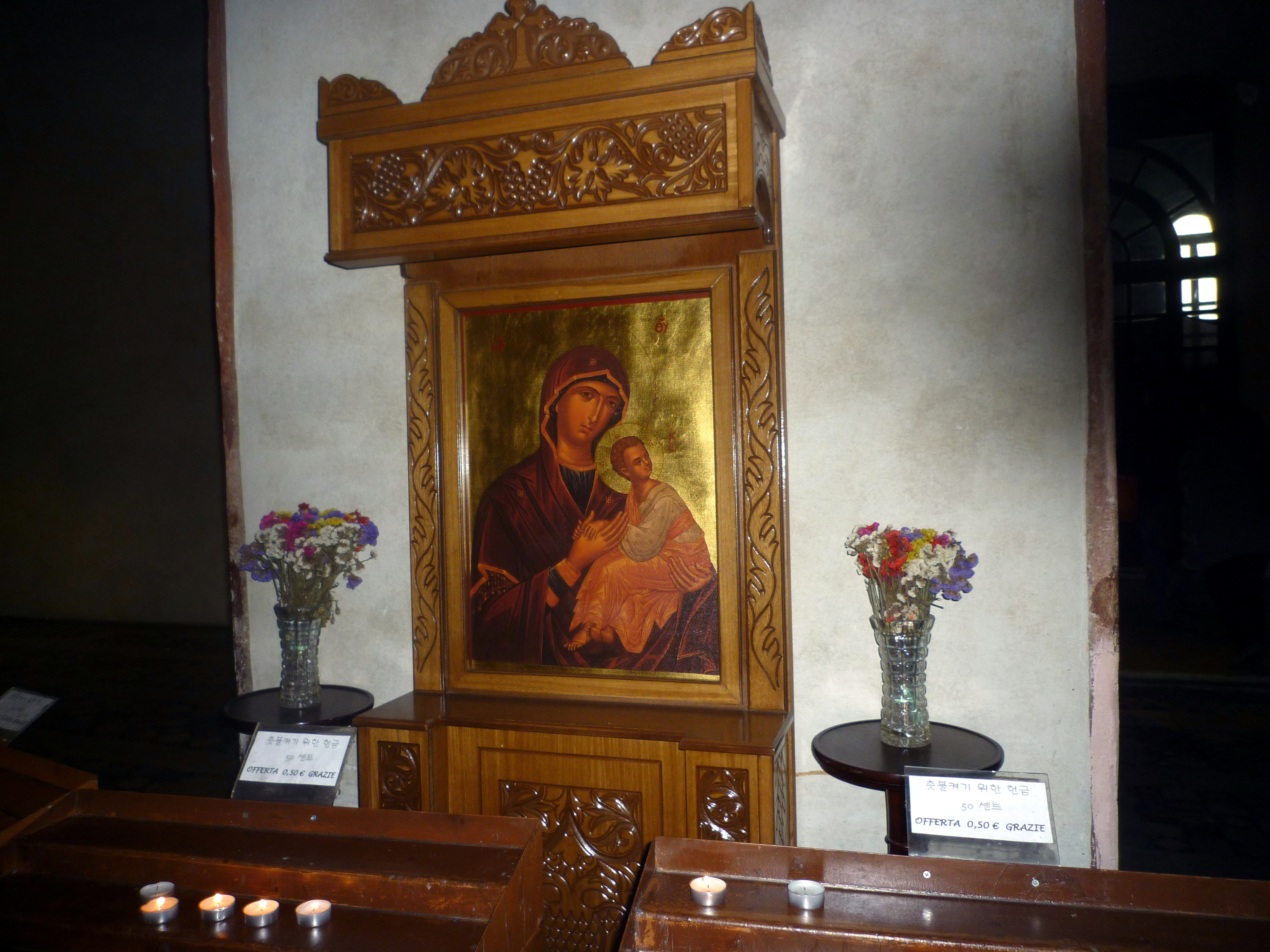

Z prawej nawy można dostać się do kaplicy zimowej poprzedzonej przedsionkiem. W kaplicy tej zakonnicy mieszkający w klasztorze przy bazylice odprawiali liturgię zimą, kiedy w kościele było zbyt zimno. W ołtarzu tej kaplicy znajduje się obraz Matki Bożej.
Zakrystia

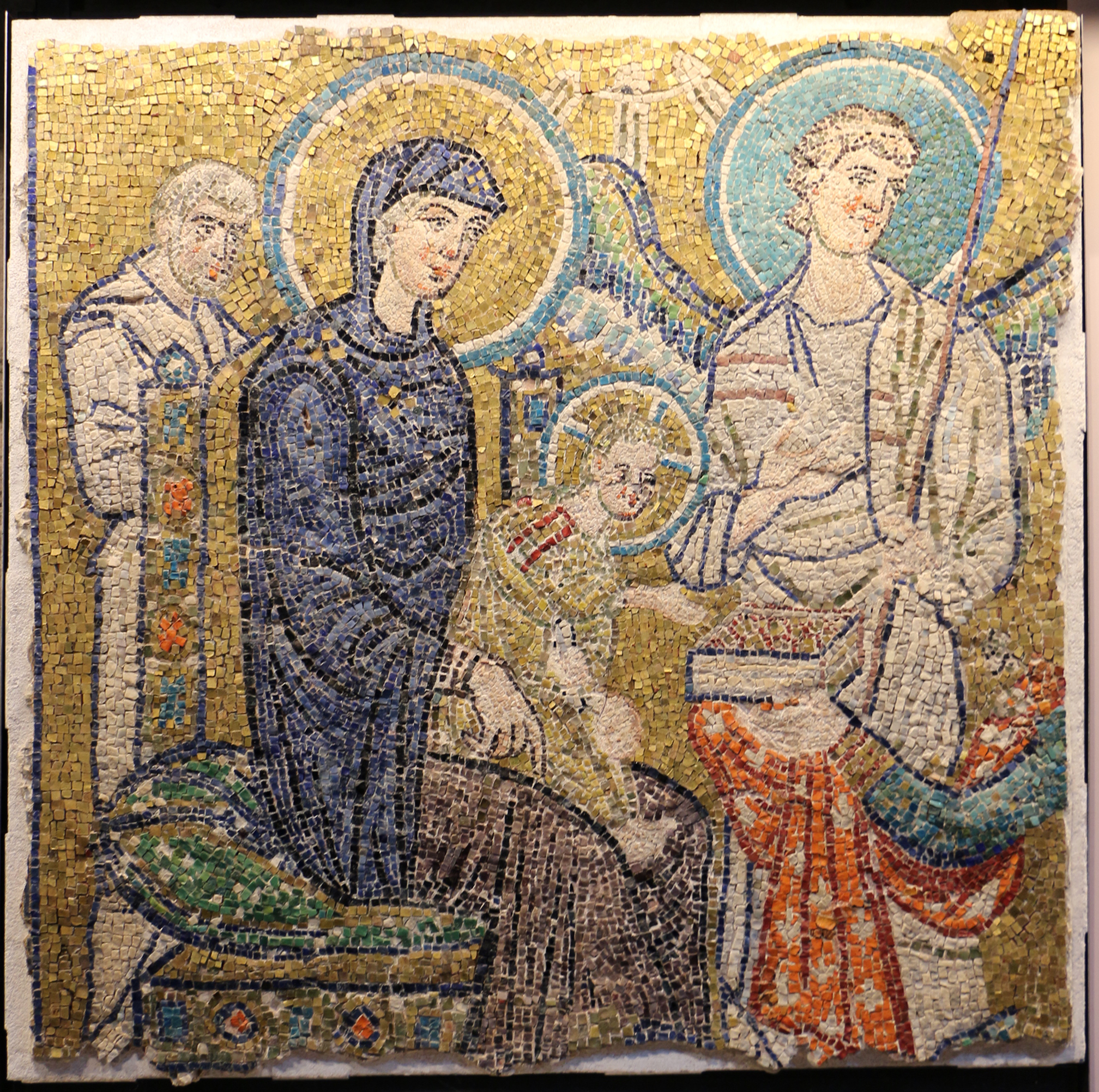
Średniowieczna mozaika pochodząca ze starej bazyliki św. Piotra

W zakrystii znajduje się fragment mozaiki Pokłon Trzech Króli z początku VIII wieku. Pierwotnie mozaika ta była w jednej z kaplic starej bazyliki św. Piotra.

## Kardynałowie diakoni
Bazylika Santa Maria in Cosmedin jest jednym z kościołów tytularnych nadawanych kardynałom-diakonom (Titulus Sanctae Mariae in Cosmedin).
- Giovanni Coniulo OSB (1088−1118)
- Stefano de Crema (1120−1128)
- Adenulf OSB (1131−1144)
- Giacinto Bobone (1144−1191)
- Niccolò Scolari (1191−1200)
- Giovanni Conti di Segni (1200−1213)
- Rainiero da Viterbo (1216−1250)
- Giacomo Savelli (1261−1285)
- Francesco Caetani (1295−1317)
  - Napoleone Orsini Frangipani, in commendam (1317−1321)
- Raymond Le Roux (1321−1325)
- Guillaume de la Jugié (1342−1368)
- Pedro Martínez de Luna y Gotor (1375−1394), obediencja awiniońska od 1378
- Pietro Morosini (1408−1418), obediencja rzymska
- Lucido Conti (obediencja pizańska 1411−1417, 1417-1437)
- Raymond Pérault, tytuł prezbiterialny pro hac vice (1493−1494)
- Luigi d’Aragona (1494−1519)
- Franciotto Orsini (1519−1534)
- Nicolò Ridolfi (1534−1540)
- Guido Ascanio Sforza (1540)
- Reginald Pole (1540−1555); tytuł prezbiterialny pro hac vice (1555−1558)
- Giacomo Savelli (1558-1560); tytuł prezbiterialny pro hac vice (1560−1573)
- Antonio Carafa (1573−1577)
- Filippo Vastavillani (1577−1583)
- Giovanni Vincenzo Gonzaga OSIoHieros (1583−1585); tytuł prezbiterialny pro hac vice (1585−1587)
- Alessandro Peretti de Montalto (1587)
- Girolamo Mattei (1587−1589)
- Benedetto Giustiniani (1589−1591)
- Ascanio Colonna (1591−1599)
- Giovanni Battista Deti (1599−1614)
- Alessandro Orsini (1616−1626)
- Pietro Maria Borghese (1626−1633)
- Lelio Biscia (1633−1637)
- Alessandro Cesarini (1637−1638)
- Girolamo Colonna (1639−1644)
- Virginio Orsini (1644−1653)
- Vincenzo Costaguti (1653−1656)
- Paolo Emilio Rondinini (1656−1668)
- Carlo Gualterio (1668−1669)
- Giacomo Franzoni (1669−1670)
- Leopoldo de’ Medici (1670−1675)
- Carlo Barberini (1675−1683)
- Paolo Savelli (1683−1685)
- Felice Rospigliosi (1685−1686)
- Benedetto Pamphilj OSIoHieros (1686−1688)
- Fulvio Astalli (1688−1689)
- Carlo Bichi (1690−1693)
- Nicola Grimaldi (1706−1716)
- Annibale Albani (1716−1722)
- Alessandro Albani OSIoHieros (1722−1741); in commendam (1741−1779)
- Pasquale Acquaviva d’Aragona (1779−1780)
- Gregorio Antonio Maria Salviati (1780−1790)
- Fernando Spinelli (1790−1795)
- Fabrizio Dionigi Ruffo (1800−1821)
- Antonio Maria Frosini (1823−1835)
- Alessandro Spada (1835−1843)
- Paolo Mangelli Orsi (1844−1846)
- Giovanni Serafini (1846−1855)
- Giuseppe Ugolini (1855−1858)
- Lorenzo Ilarione Randi (1875−1884)
- Gaetano de Ruggiero (1889−1896)
- Giuseppe Callegari, tytuł prezbiterialny pro hac vice (1903−1906)
- Aristide Cavallari, tytuł prezbiterialny pro hac vice (1907−1914)
- Oreste Giorgi (1916−1923); tytuł prezbiterialny pro hac vice (1923−1924)
- Alessandro Verde (1925−1935); tytuł prezbiterialny pro hac vice (1935−1958)
- Francesco Roberti (1958−1967)
- vacat (1967-nadal)